# Eleição da Assembleia Constituinte Russa de 1917
As eleições para a Assembleia Constituinte Russa foram realizadas em 25 de novembro de 1917. Organizadas como resultado dos eventos da Revolução de Fevereiro, as eleições ocorreram dois meses depois de terem sido originalmente planejadas. São geralmente reconhecidas como as primeiras eleições livres na história da Rússia,  embora não tenham produzido um governo democraticamente eleito, uma vez que os bolcheviques posteriormente dissolveram a Assembleia Constituinte e passaram a governar o país como um estado de partido único, com todos os partidos da oposição proibidos.  
Vários estudos acadêmicos apresentaram resultados alternativos. No entanto, tudo indica que os bolcheviques foram vencedores claros nos centros urbanos e também conquistaram cerca de dois terços dos votos dos soldados na Frente Ocidental. No entanto, o Partido Socialista-Revolucionário liderou as sondagens, ganhando uma pluralidade de assentos (nenhum partido obteve a maioria) com base no apoio do campesinato rural do país, que era, na sua maioria, eleitor de uma única questão, a reforma agrária. 
Alguns teóricos marxistas modernos contestaram a opinião de que um estado de partido único era um resultado natural das ações dos bolcheviques.  George Novack destacou os esforços iniciais dos bolcheviques para formar um governo com os socialistas revolucionários de esquerda e trazer outros partidos, como os mencheviques, à legalidade política.  Tony Cliff argumentou que o governo de coalizão bolchevique-socialista-revolucionário de esquerda dissolveu a Assembleia Constituinte devido a uma série de razões. Eles citaram listas eleitorais desatualizadas que não reconheciam a divisão dentro do Partido Socialista Revolucionário e o conflito da assembleia com o Congresso Russo dos Sovietes eleito como uma estrutura alternativa e democrática.  A dissolução da Assembleia Constituinte também foi aprovada pelos Socialistas Revolucionários de Esquerda e pelos anarquistas; ambos os grupos eram a favor de uma democracia mais ampla. 

## Fundo
A convocação de uma Assembleia Constituinte era uma reivindicação de longa data dos movimentos democráticos e populares na Rússia czarista. Na fase posterior da Revolução de Fevereiro, o czar Nicolau II abdicou em 2 de março de 1917. O Governo Provisório Russo foi formado e prometeu realizar eleições para uma Assembleia Constituinte. Houve consenso entre todos os principais partidos políticos para prosseguir com a eleição. No entanto, os vários partidos políticos estavam divididos sobre muitos detalhes sobre a organização das eleições iminentes. Os bolcheviques exigiam eleições imediatas, enquanto os socialistas-revolucionários queriam adiar a votação por vários meses para que não colidisse com a época da colheita. As forças de direita também pressionaram pelo adiamento das eleições. 

## Resultados
| Partido                                               | Votos      | %     | Listas contadas | Assentos |
| ----------------------------------------------------- | ---------- | ----- | --------------- | -------- |
| Partido Socialista Revolucionário                     | 17,256,911 | 37.61 | 67              | 324      |
| Bolcheviques                                          | 10,671,387 | 23.26 | 64              | 183      |
| Partido Ucraniano Socialista Revolucionário e aliados | 5,819,395  | 12.68 | 16              | 110      |
| Kadets                                                | 2,100,262  | 4.58  | 63              | 16       |
| Mencheviques                                          | 1,385,500  | 3.02  | 61              | 18       |
| Cossacos                                              | 908,326    | 1.98  | 9               | 17       |
| Alash Orda                                            | 767,632    | 1.67  | 4               | 15       |
| Partido Musavat                                       | 615,816    | 1.34  | 1               | 10       |
| Listas nacionais judaicas                             | 575,007    | 1.25  | 18              | 6        |
| Federação Revolucionária Armena                       | 558,400    | 1.22  | 1               | 10       |

## Dissolução da Assembleia Constituinte pelos bolcheviques

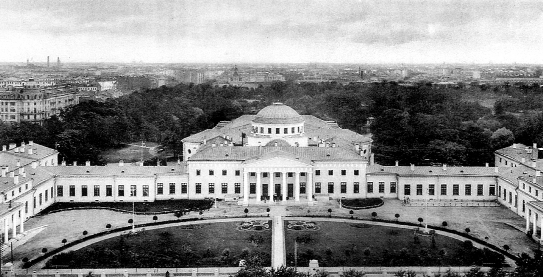
Palácio de Tauride, onde a assembleia se reuniu.

A Assembleia Constituinte de Toda a Rússia (Всероссийское Учредительное собрание, Vserossiyskoye Uchreditelnoye sobraniye) reuniu-se apenas por 13 horas, das 16h às 5h, 18-19 de janeiro de 1918, após o que foi dissolvida pelo Comité Executivo Central de Toda a Rússia, controlado pelos bolcheviques,  tornando o Terceiro Congresso Bolchevique de Sovietes de Toda a Rússia o novo órgão de governo da Rússia.   